# Megorama simplex
Megorama simplex är en skalbaggsart som först beskrevs av Leconte 1865.  Megorama simplex ingår i släktet Megorama och familjen trägnagare. Inga underarter finns listade i Catalogue of Life.